# احمد شرباصی
احمد شرباصی (۱۷ نوامبر ۱۹۱۸ – ۱۴ اوت ۱۹۸۰) فقیه، عالِم الازهری و زبان‌شناس مصری در سدهٔ چهاردهم قمری/ بیستم میلادی بود. در الازهر درس خواند و همان‌جا نیز به تدریس در دانشکده‌هایش پرداخت و عضو گروه پژوهش‌های اسلامی الازهر برگزیده شد. الفداء فی الإسلام، فدائیون فی تاریخ الإسلام، یسألونک فی الدین و الحیاة، المحفوظات الازهریه، محاضرات الثلاثاء، مذکرات واعظ أسیر، أدب أمیر البیان شکیب أرسلان، مدرسة الأستاذ الإمام از آثار اوست. پس از درگذشت، دانشگاه ام‌القری کتابخانهٔ شخصی او را از ورثه‌اش خرید و آن را از قاهره به مکه جابجا نمود. بیشتر موارد آن در ادبیات و زبان بوده است که بیش از ۵ هزار جلد شامل می‌شده. 